# کیشچوس
کیش‌چوس (به مجاری:  Kiscsősz) یک شهرداری در مجارستان است که در وسپرم واقع شده‌است. کیش‌چوس ۹٫۰۴ کیلومتر مربع مساحت و ۱۲۳ نفر جمعیت دارد.